# Theodor Fischer
Theodor Fischer (Schweinfurt, 28 de mayo de 1862-Múnich, 25 de diciembre de 1938) fue un arquitecto alemán.

## Biografía
Estudió arquitectura en la Universidad Técnica de Múnich entre 1880 y 1885, donde fue discípulo de Friedrich von Thiersch, quien le inculcó la pasión por el historicismo.
Entre 1889 y 1892 se asoció con el arquitecto Richard Reuter, y posteriormente trabajó con Gabriel von Seidl. En 1901 fue contratado por la Universidad Técnica de Stuttgart, donde ejerció como profesor hasta 1908. Entre sus alumnos más destacados cabe nombrar a J.J.P. Oud, Hugo Häring, Erich Mendelsohn o Bruno Taut y Paul Bonatz, estos dos últimos también colaboradores en su estudio. En 1908 comenzó a impartir clases también en la Universidad Técnica de Múnich.
En 1907 se convirtió en miembro cofundador de la Deutscher Werkbund.
En 1917 publicó el “Manifiesto para la arquitectura alemana”, a través del que pretendía iniciar una campaña para llevar a cabo una nueva enseñanza de la arquitectura. Éste está considerado como la base del manifiesto de la Bauhaus.
En origen desarrolló una arquitectura que bebía directamente del historicismo y el clasicismo, pero en determinado momento de su carrera dio un giro en busca de un estilo más próximo a la tradición alemana en el que otorgaba especial interés a las cualidades expresivas de un material como la piedra. Posteriormente definiría un estilo propio comprendido entre el historicismo y el art nouveau. Intentó desarrollar su labor siempre en un contexto local y regional, dotando a sus propuestas de un enfoque social.
Su ideología, siempre en constante evolución, sirvió de fuerte influencia entre sus alumnos a lo largo de sus años como profesor.
Falleció en Múnich en diciembre de 1938.